# パーセル・ルーム

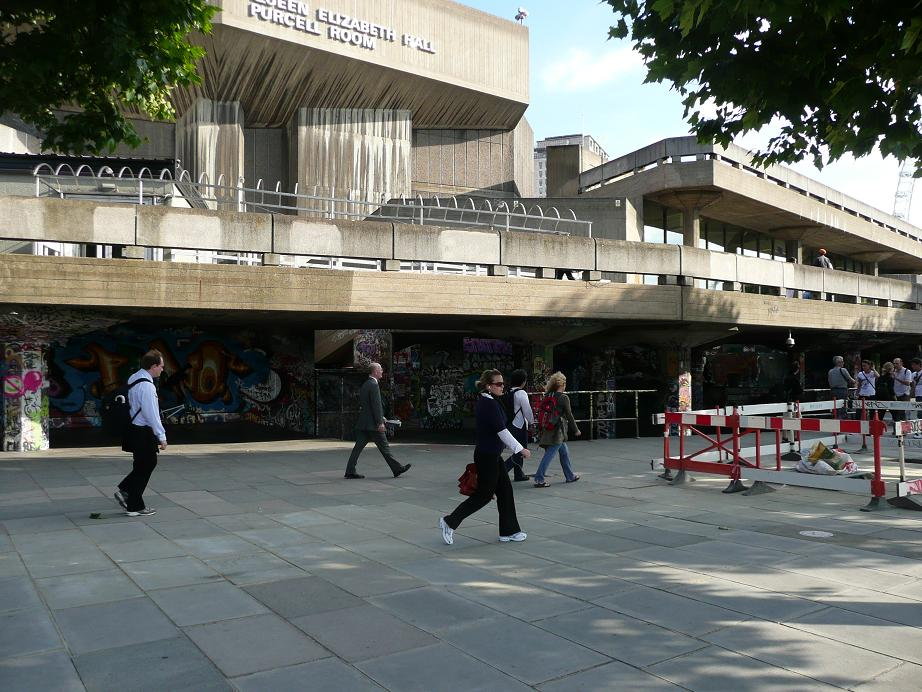
クイーン・エリザベス・ホール (QEH) とパーセル・ルームへの入口。2008年撮影。

パーセル・ルーム (The Purcell Room) は、ロンドン中心部の代表的文化施設のひとつサウスバンク・センターの一部を成しているコンサートや各種のパフォーマンスに用いられる会場。名称は17世紀イングランドの作曲家ヘンリー・パーセルにちなんで命名されたものであり、収容定員は370席である。
パーセル・ルームは、室内楽、ジャズ、パントマイム、詩の朗読など幅広く様々な種類のリサイタルに使用されている。入場ロビーは、クイーン・エリザベス・ホール (Queen Elizabeth Hall, QEH) と共通で、ロイヤル・フェスティバル・ホールのテムズ川沿いの上部テラスからが入りやすくなっている。
サウスバンク・センターを構成する3施設の中では最も小規模である。他の2施設のうちロイヤル・フェスティバル・ホールは大規模なシンフォニー・ホールであり、QEHはオーケストラや室内楽、現代のアンプを使う類の音楽などで使用されている。
パーセル・ルームはQEHと同時に建設され、いずれも1967年に開場した。入場ロビーは共有しており、ブルータリズム建築の特徴を持っている。建物の重点は内部に置かれており、外見の装飾はほとんど考慮されていない。外から見ると、サウスバンク・センターのどこにあるのかも峻別するのは容易ではない。QEHとパーセル・ルームは、ヘイワード・ギャラリー（ザ・ヘイワード）とともに、サウスバンク・センターの芸術文化施設群への追加として、グレーター・ロンドン・カウンシル（大ロンドン議会）建設局長ヒューバート・ベネット (Hubert Bennett) が、ジャック・ホイットル (Jack Whittle)、F・G・ウェスト (F.G. West)、ジョフリー・ホースフォール (Geoffrey Horsefall) らとともに設計した。

## 建築
パーセル・ルームは、QEH のホールとザ・ヘイワードの間に、ウォータールー橋 (Waterloo Bridge) と平行に建っており、北西の端にあたるステージ裏は QEH のホールの側面に接している。パーセル・ルームのホールは、片持ち梁状に中央の通路の上に張り出しており、奥のファサードはザ・ヘイワードの入口に面している。ホールにはヘルムホルツ・リゾネーター (Helmholtz resonator) が装置されており、アコースティックな音が響き渡るようになっている。
QEH と共有されている入場ロビーの建物からの通路には、大々的に彫刻が施されたコンクリートの縁取りがあり、上部に架かる通路橋に近いザ・ヘイワードへの入口の外側からも見ることができる。出演者用の出入り口は、パーセル・ルームと QEH のホールの間の地上階にある。
パーセル・ルームにおける換気装置の処理は、この種の設備を建物外に目立つ形で配置する初期の事例である。このアイデアは、後に1970年代から1980年代にかけて、パリのポンピドゥー・センターやロンドンのロイズ・ビルディングなどにおいて最盛期を迎えた。
建物の屋根は、ホールとは独立して支持されており、QEH とパーセル・ルームの機械室を収めている。機械室から出ている3本の大きな排気管は、ザ・ヘイワードの入口に近い歩道のずっと上方や、ウォータールー橋側の屋根の北端の角に配置されている。機械室から延びる大きなコンクリート製のダクトは、一方では下に位置する入口ロビーの建物へと謎めいたコンクリートの塔を通って延びており、他方では QEH のホールへと水平に延びている。